# Marsa (Malte)
Pour les articles homonymes, voir Marsa.
Marsa appellation ancienne (Il-Marsa, nom officiel en maltais), est une localité de Malte d'environ 4 600 habitants, située dans la zone intérieure du Grand Harbour de Malte, lieu d'un conseil local (Kunsill Lokali) compris dans la région Sud.

## Origine

### Toponymie
Il-Marsa signifie en maltais « le havre » c'est-à-dire une baie profonde, un abri côtier permettant permettant de se mettre en sûreté. C'est l'exacte description géographique de la baie de Marsa qui a donné son nom à la localité.
Ce nom maltais, avec l'article, a été inscrit dans la loi en 2009.

## Géographie
Marsa est située au fond de la baie de Marsa plus connue vers l'est sous le nom de Grand Harbour.
|       | Ħamrun   | Floriana      |
| Qormi | Il-Marsa | Grand Harbour |
|       | Luqa     | Paola         |

## Activités économiques
Marsa est une des premières villes industrielles de Malte où sont implantés les chantiers navals, aujourd'hui connus sous le nom de Malta Shipyards, de même que la première centrale électrique des îles maltaises.

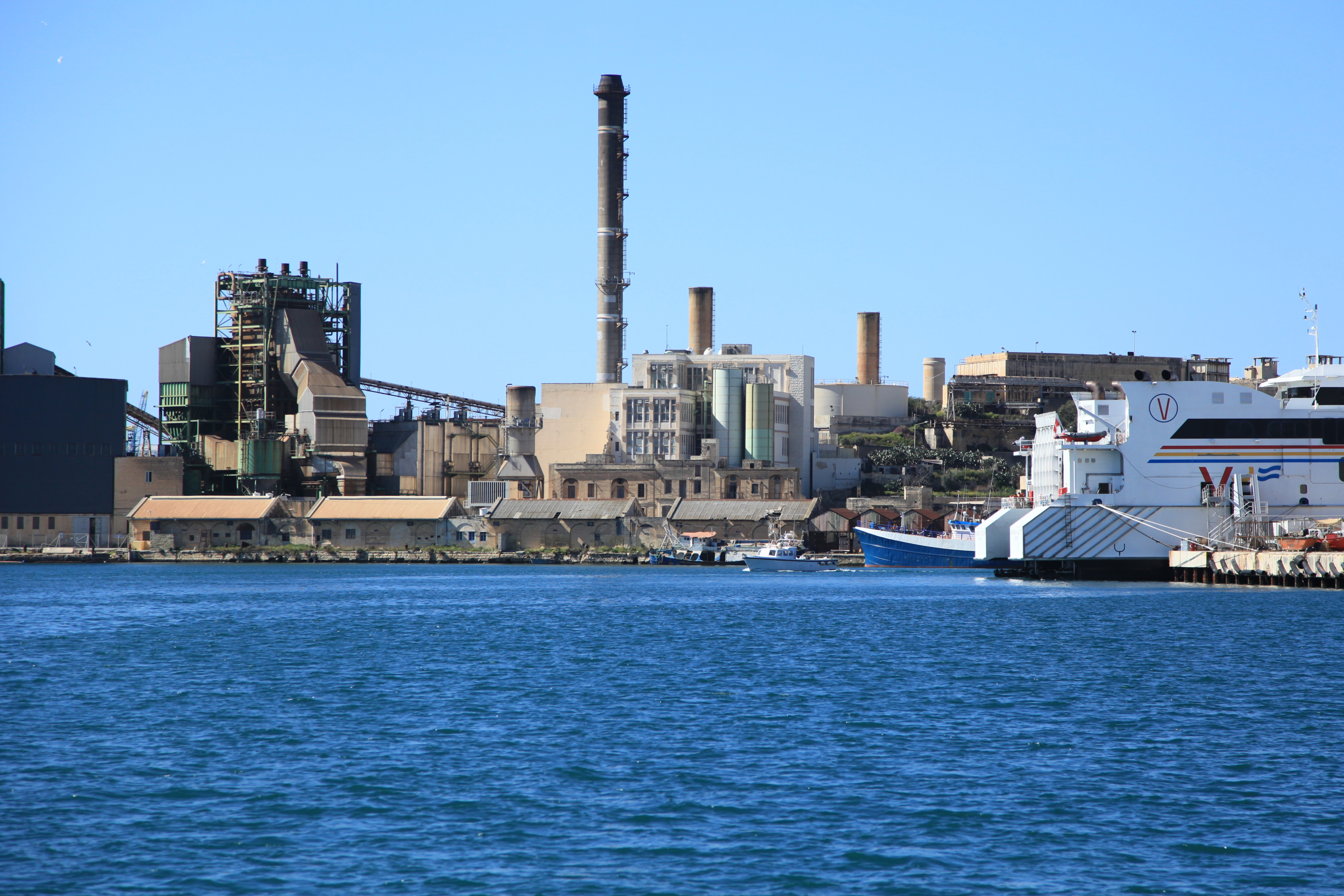
Centrale électrique de Marsa

## Patrimoine et culture

### Église
- Église de l'Assomption de Marsa
- Église de la Sainte-Trinité de Marsa
- Église Notre-Dame-de-la-Divine-Grâce de Marsa
- Église Notre-Dame-des-Douleurs de Marsa
- Chapelle du Sacré-Cœur-de-Jésus
- Cimetière militaire turc

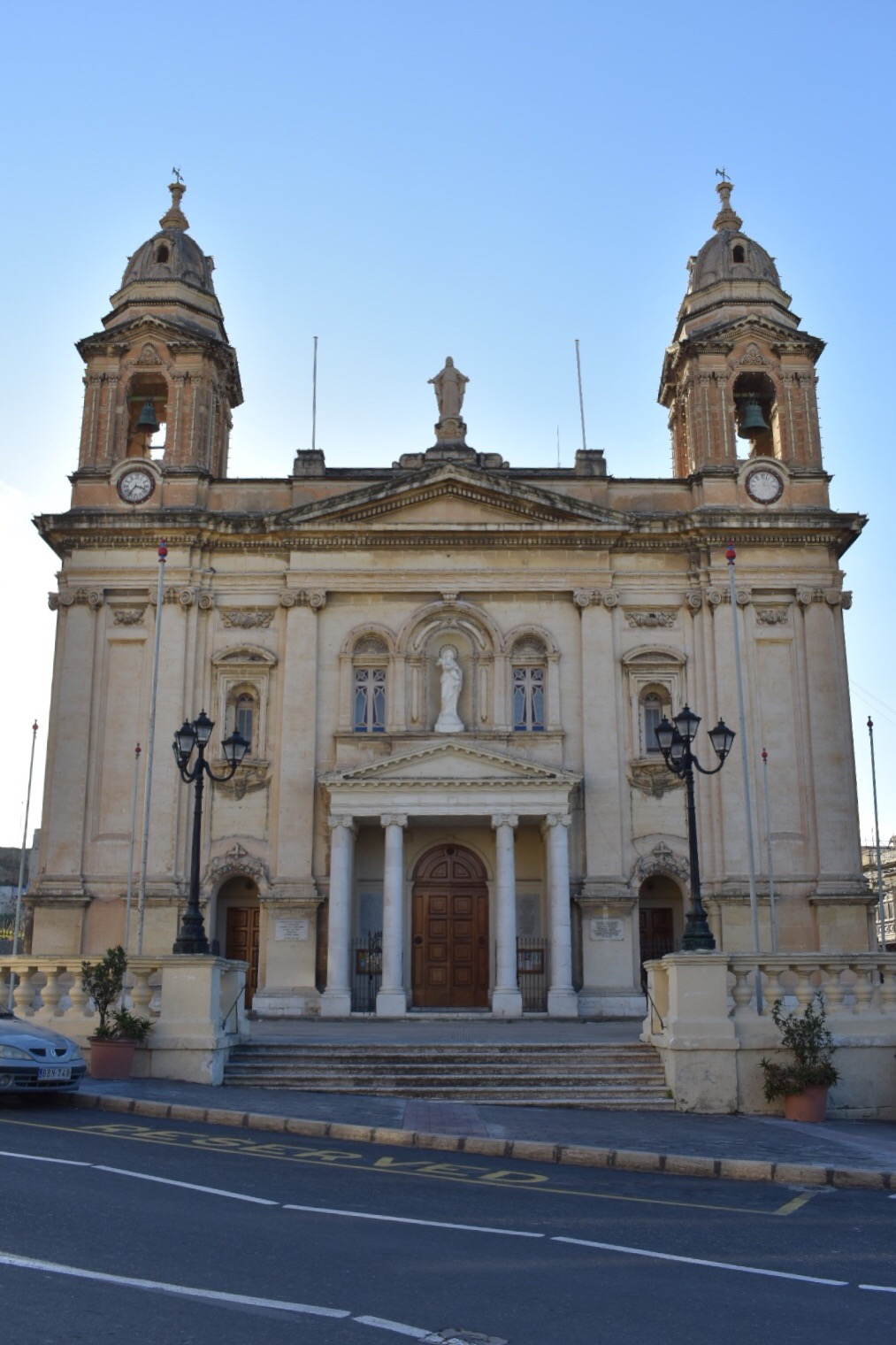
Façade de l'église de la Sainte-Trinité
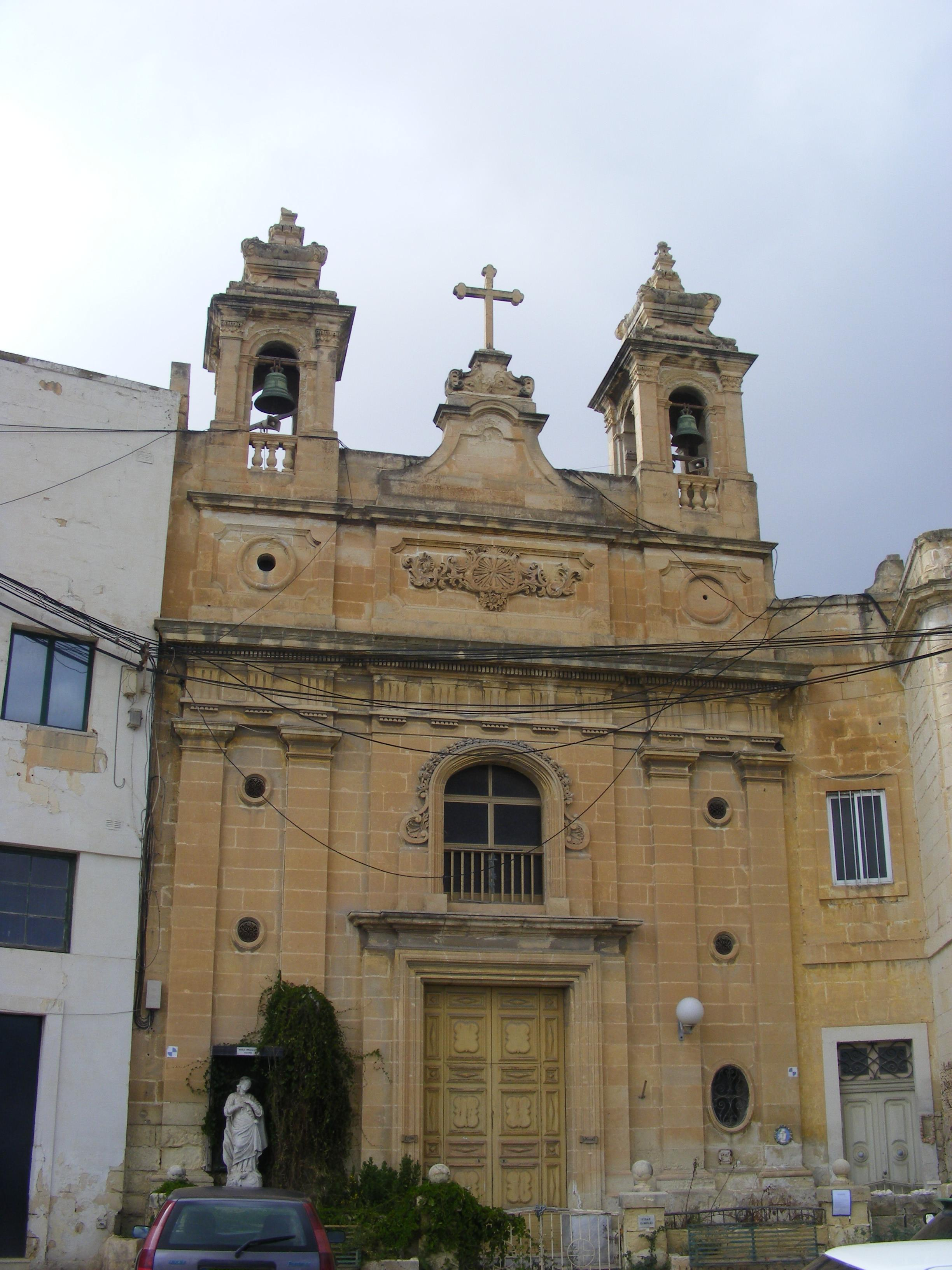
Façade de l'église Notre-Dame-de-la-Divine-Grâce de Marsa
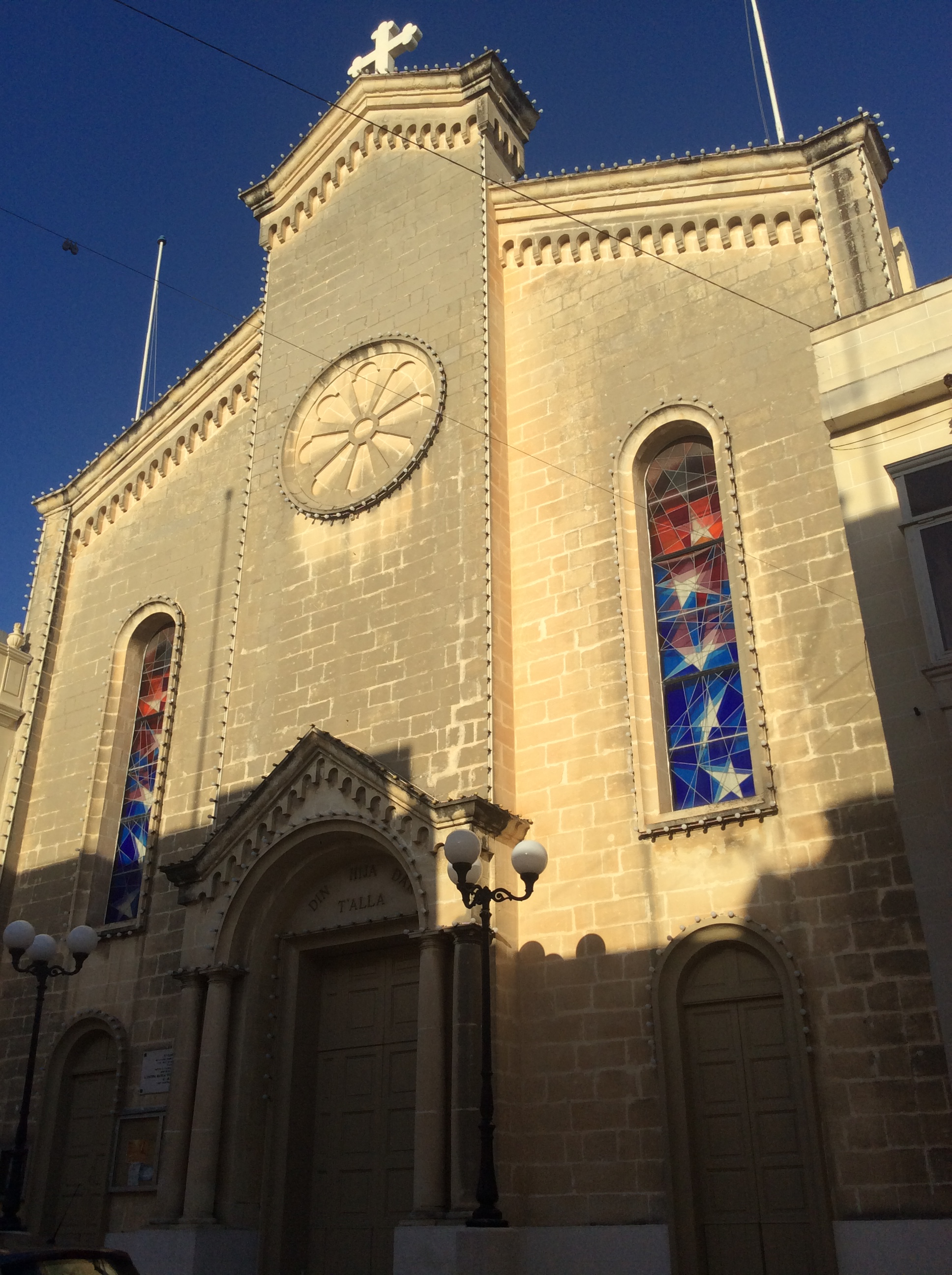
Façade de l'église de l'Assomption de Marsa
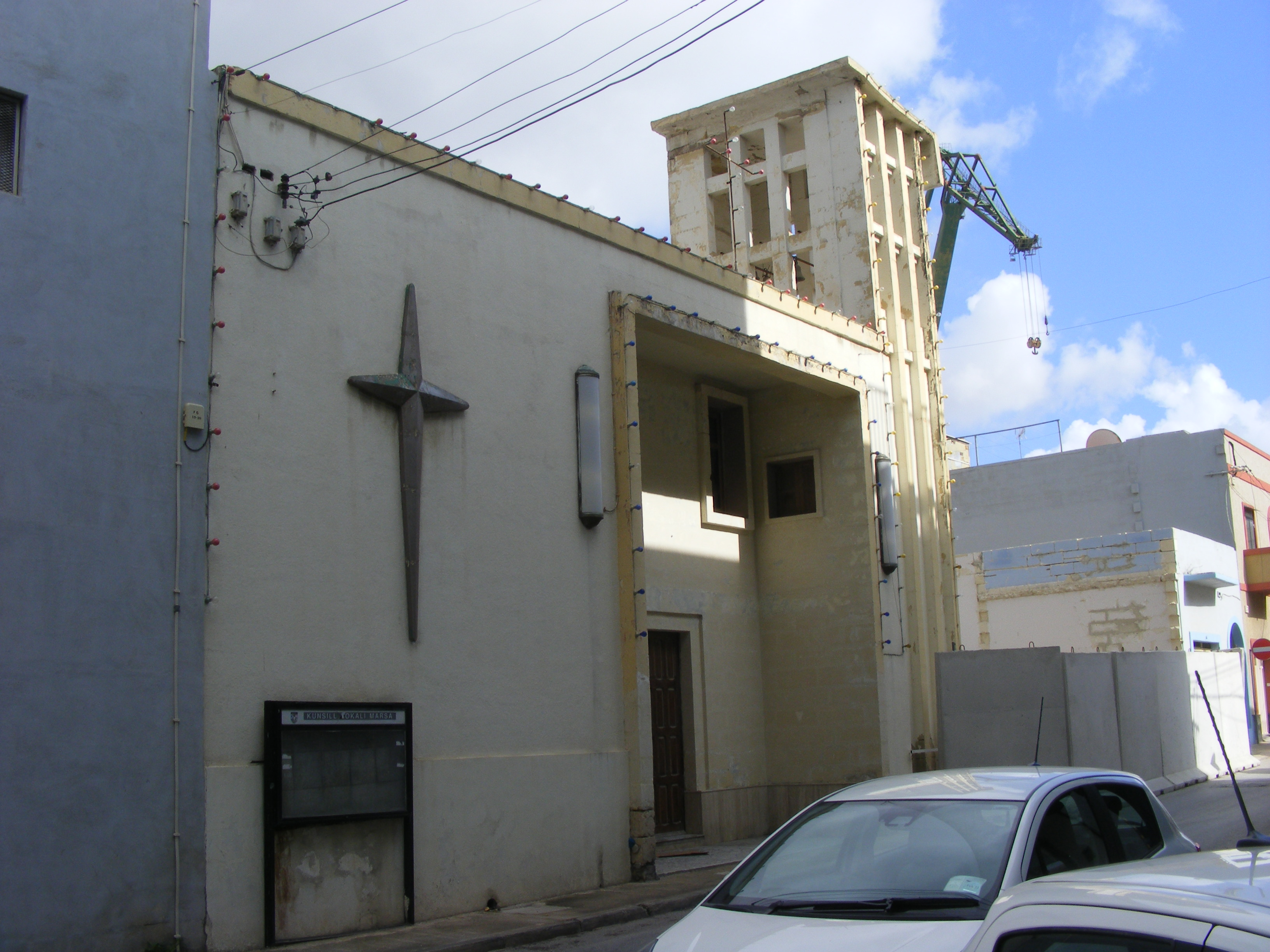
Chapelle du Sacré-Cœur-de-Jésus de Marsa

### Lieux et monuments

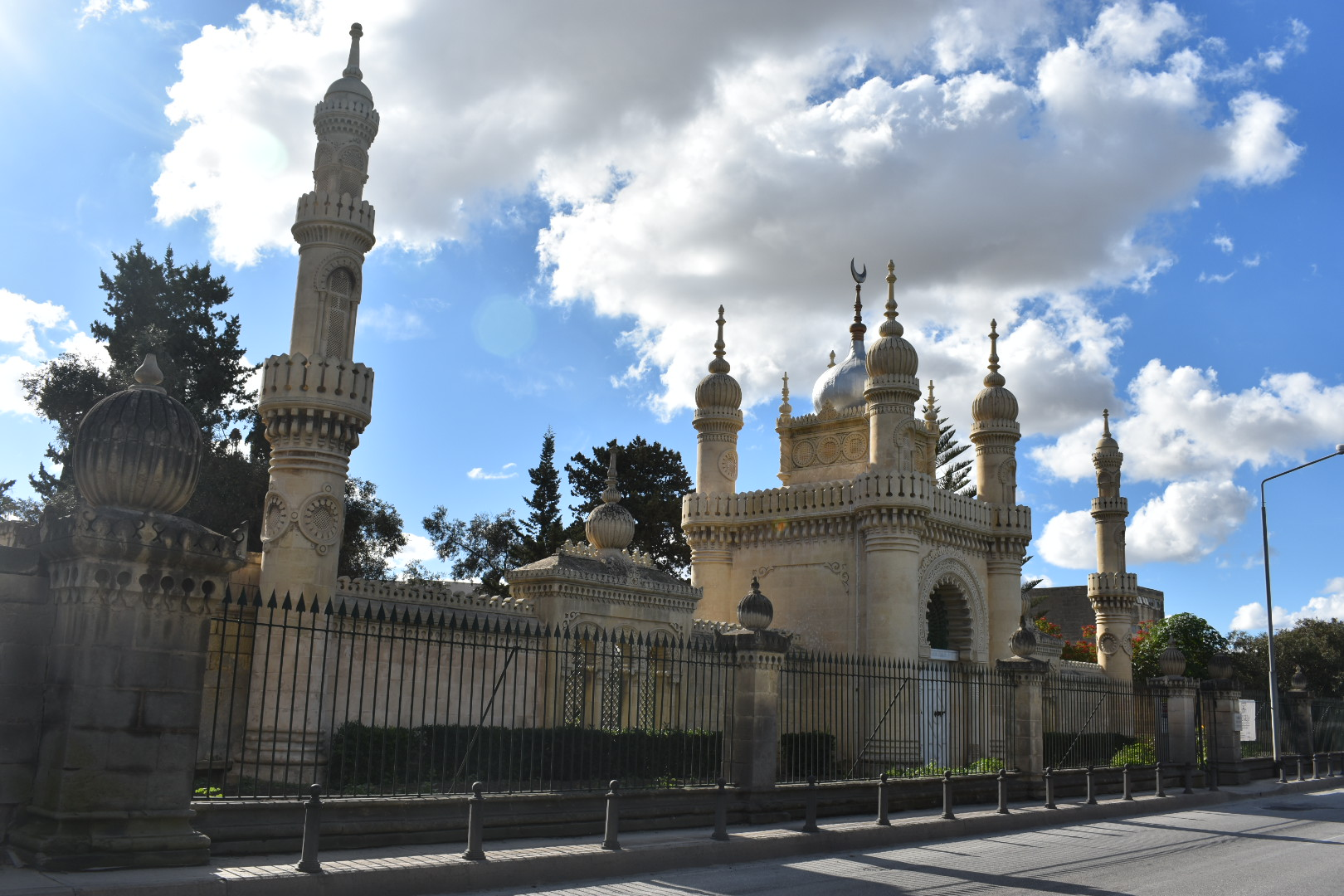
Entrée du cimetière militaire turc
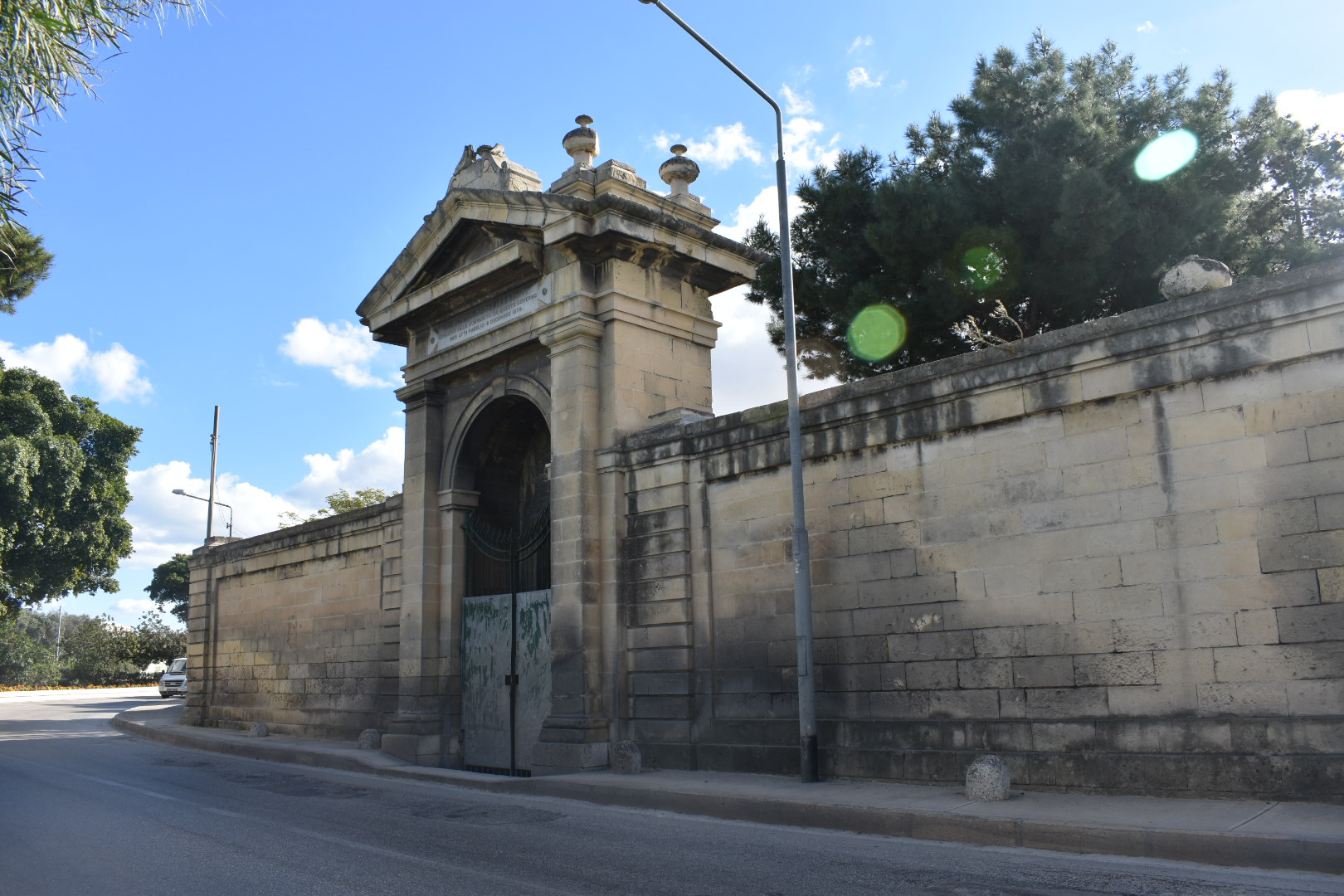
Entrée du cimetière Juif de Marsa
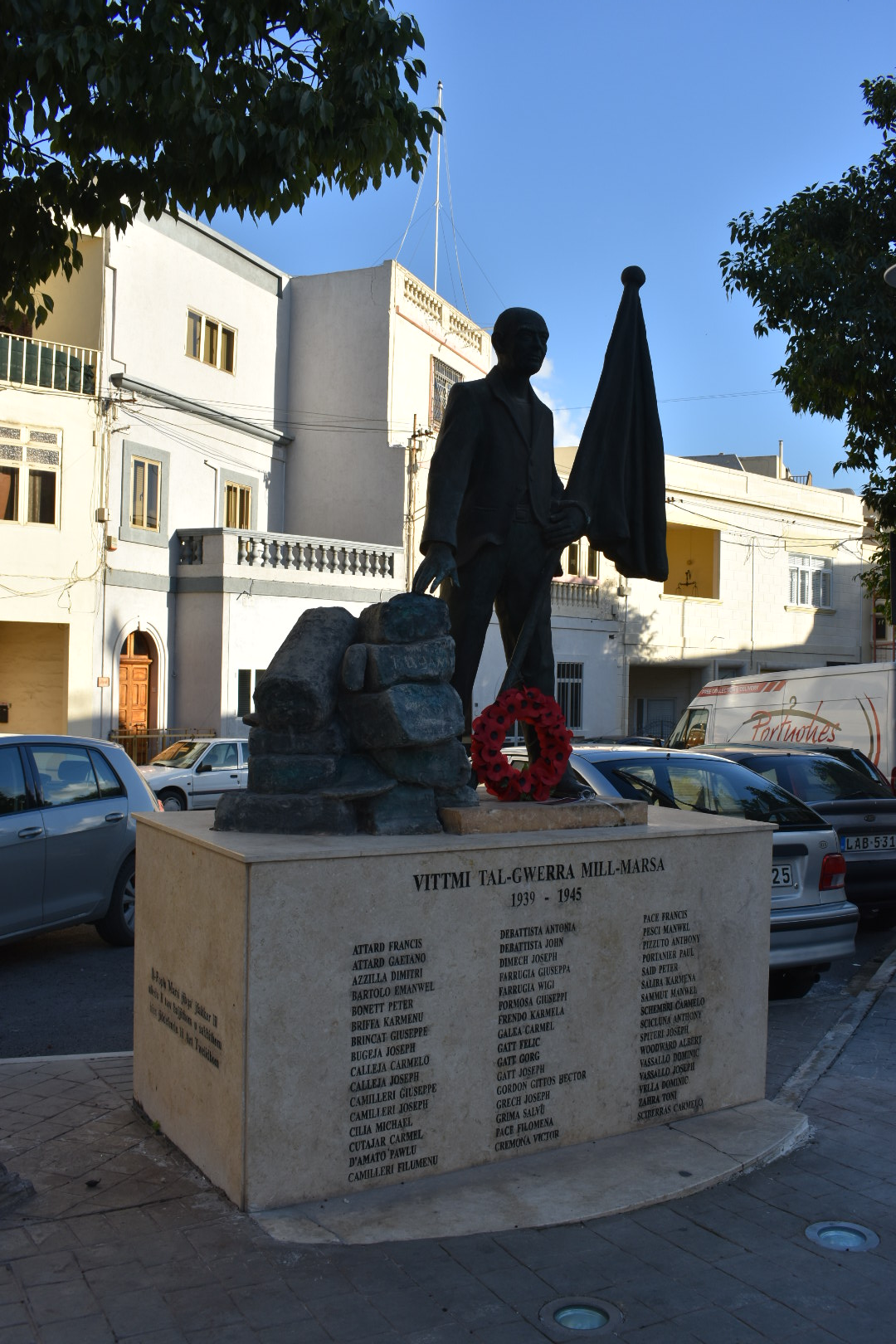
Monument aux victimes de la Seconde Guerre Mondiale
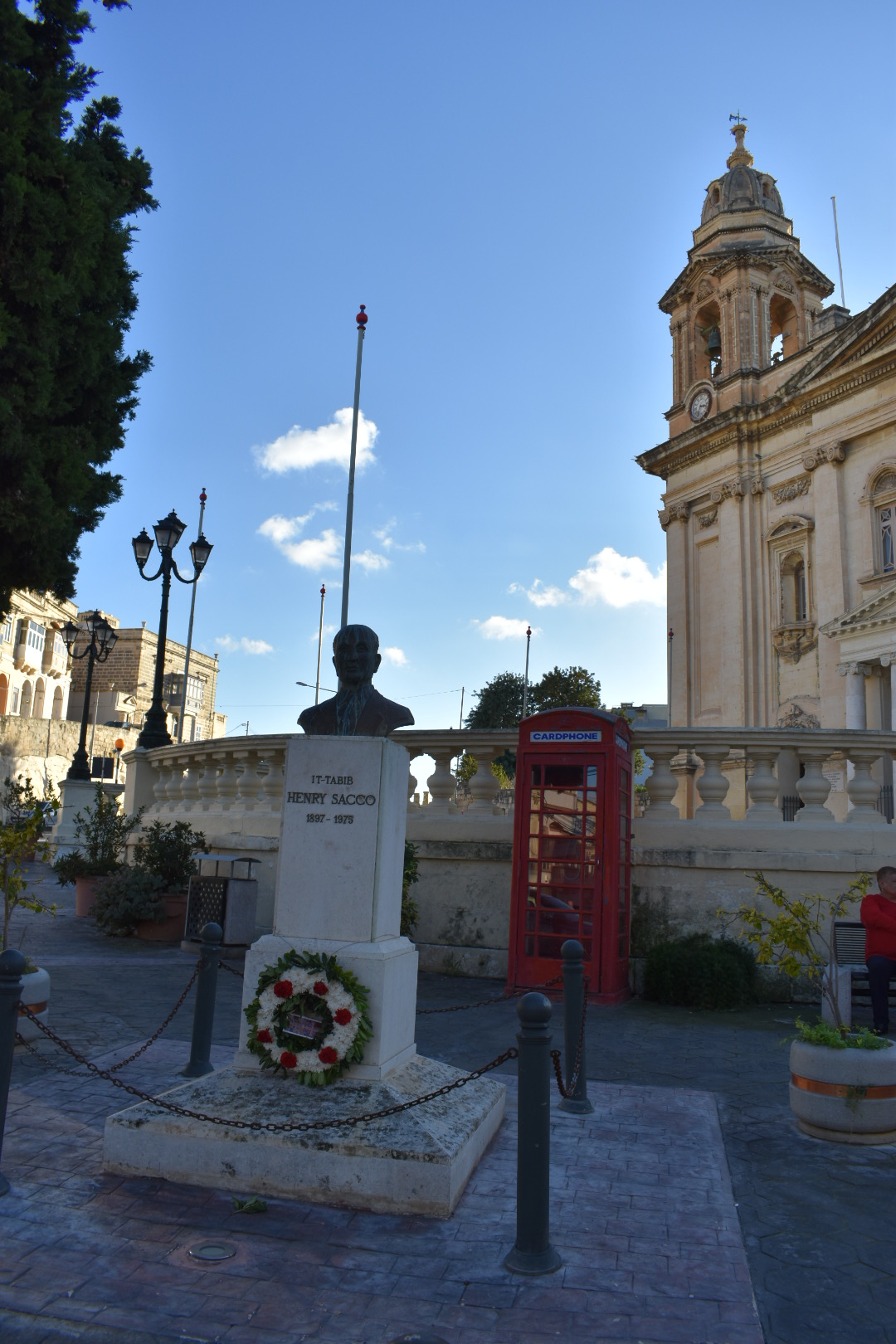
Statue de Henry Sacco
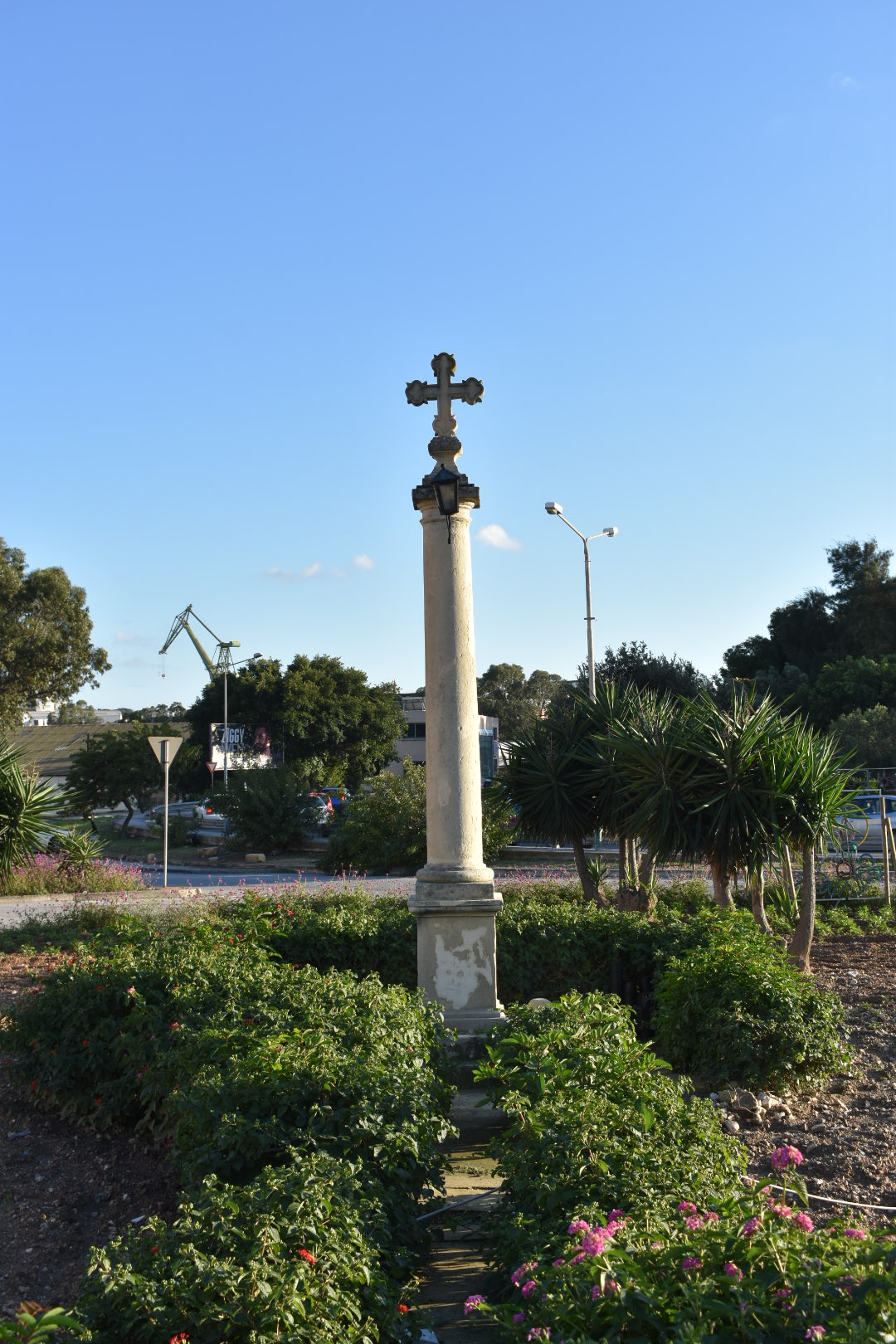
Croix

## Jumelages
La ville de Marsa est jumelée avec les villes de :
- Auterive (Haute-Garonne) (France)

- Bridgewater (Royaume-Uni)

## Sport
C'est à Marsa, sur une superficie d'environ 60 hectares, sur d'anciens marais, que se trouve le complexe sportif Ta' Ceppuna avec le seul parcours de golf de l'archipel qui date de 1902 le Royal Malta Golf Club, d'un hippodrome avec piste de trot sablée, le Malta Racing Club, ainsi que de terrains, de polo, le Malta Polo Club, de cricket, le Marsa Cricket Club, de croquet, le Malta Croquet Club, de football, de rugby, d’athlétisme, de tennis, avec squash, billard, fitness et piscine, le Marsa Sports and Country Club.

### Sources
- (mt) Alfie Guillaumier, Bliet u Rħula Maltin (Villes et villages maltais), Klabb Kotba Maltin, Malte, 2005.
- (en) Juliet Rix, Malta and Gozo, Brad Travel Guide, Angleterre, 2013.
- Alain Blondy, Malte, Guides Arthaud, coll. Grands voyages, Paris, 1997.